# Mondialismo
Il termine mondialismo (o globalismo) indica un movimento politico-sociale o il pensiero che considera i fenomeni politici, economici, culturali, sociali come espressione di equilibri e relazioni tra i diversi stati, e non come manifestazione di singole componenti nazionali. 
In scienza della politica, è usato per descrivere "tentativi di comprendere tutte le interconnessioni del mondo moderno e di evidenziare i modelli che ne sono alla base (e che li spiegano)".
Il concetto di globalismo è anche usato per concentrarsi sulle ideologie della globalizzazione (i significati soggettivi) invece che sui suoi processi (le pratiche oggettive); in questo senso, "globalismo" sta alla globalizzazione come "nazionalismo" sta alla nazionalità. Tale secondo utilizzo avviene in accezione negativa negli ambienti nazionalisti: come già nella polemica antimassonica contro il cosmopolitismo, essi utilizzano questa categoria per descrivere fenomeni che sarebbero governati internazionalmente da elites, denunciandoli come minaccia alla sovranità nazionale o come un tentativo di imporre un unico Stato mondiale. Il mondialismo sarebbe il prodotto del doppio effetto della globalizzazione economica e dell'internazionalismo di sinistra.

## Concetto
Secondo il politologo Jean-Yves Camus, si tratta di un 
 Jean-Yves Camus indica che, fra le figure della seconda metà del XX secolo, il concetto è debitore principalmente dell'opera di Henry Coston.
Il concetto è utilizzato da Or Rosenboim, storico delle idee, per tradurre il versante politico della mondializzazione, che è generalmente compresa come un fenomeno economico e finanziario.
Il mondialismo ha affinità con il «nuovo ordine mondiale». Spesso associato all'imperialismo anglo-americano, il «mondialismo» è denunciato specialmente dai teorici neo-eurasiatisti come Aleksandr Dugin. In Francia, la critica del mondialismo è stata avanzata da autori come Yann Moncomble, Pierre Hillard o Pierre de Villemarest.
La loro opera di critica del «mondialismo» si focalizza spesso su personalità od organizzazioni, pubbliche o private, che identificano come collaboratrici di questo progetto. Fra questi ricorrono: Richard Coudenhove-Kalergi, Clarence Streit, David Rockefeller, la Fabian Society, la Round table, il Council on Foreign Relations, il gruppo Bilderberg, George Soros e la Commissione trilaterale.
Fra i politici che hanno criticato pubblicamente il mondialismo ci sono Pino Rauti, Jean-Marie Le Pen, Marine Le Pen e Donald Trump.